# Grand Prix moto d'Allemagne 1998
Le  Grand Prix moto d'Allemagne 1998 est la neuvième manche du championnat du monde de vitesse moto 1998. La compétition s'est déroulée du 17 au 19 juillet 1998 sur le Sachsenring. C'est la 62e édition du Grand Prix moto d'Allemagne.

## Classement final 500 cm3
| Pos  | Pilote              | Constructeur | Temps/Écart     | Points |
| ---- | ------------------- | ------------ | --------------- | ------ |
| 1    | Mickael Doohan      | Honda        | 46 min 00 s 876 | 25     |
| 2    | Max Biaggi          | Honda        | +2 s 873        | 20     |
| 3    | Àlex Crivillé       | Honda        | +11 s 379       | 16     |
| 4    | Alex Barros         | Honda        | +11 s 533       | 13     |
| 5    | Régis Laconi        | Yamaha       | +19 s 093       | 11     |
| 6    | Kenny Roberts Jr    | Modenas      | +30 s 087       | 10     |
| 7    | Ralf Waldmann       | Modenas      | +34 s 881       | 9      |
| 8    | Jurgen vd Goorbergh | Honda        | +35 s 033       | 8      |
| 9    | Kyoji Namba         | Yamaha       | +46 s 078       | 7      |
| 10   | Nobuatsu Aoki       | Suzuki       | +48 s 684       | 6      |
| 11   | Gregorio Lavilla    | Honda        | +58 s 019       | 5      |
| 12   | Bernard Garcia      | Honda        | +1 min 03 s 165 | 4      |
| 13   | Eskil Suter         | Muz-Weber    | +1 min 10 s 827 | 3      |
| 14   | Matt Wait           | Honda        | +1 min 10 s 941 | 2      |
| 15   | Fernando Cristobal  | Honda        | +1 min 31 s 896 | 1      |
| 16   | Fabio Carpani       | Honda        | +1 tour         |        |
| Abd. | Scott Smart         | Honda        | Abandon         |        |
| Abd. | Sete Gibernau       | Honda        | Abandon         |        |
| Abd. | Garry McCoy         | Honda        | Abandon         |        |
| Abd. | Norifumi Abe        | Yamaha       | Abandon         |        |
| Abd. | Simon Crafar        | Yamaha       | Abandon         |        |

## Classement final 250 cm3
| Pos  | Pilote              | Constructeur | Temps/Écart     | Points |
| ---- | ------------------- | ------------ | --------------- | ------ |
| 1    | Tetsuya Harada      | Aprilia      | 44 min 43 s 421 | 25     |
| 2    | Jeremy McWilliams   | TSR-Honda    | +9 s 033        | 20     |
| 3    | Valentino Rossi     | Aprilia      | +9 s 267        | 16     |
| 4    | Loris Capirossi     | Aprilia      | +10 s 611       | 13     |
| 5    | Jason Vincent       | TSR-Honda    | +38 s 261       | 11     |
| 6    | Takeshi Tsujimura   | Yamaha       | +43 s 611       | 10     |
| 7    | José Luis Cardoso   | Yamaha       | +45 s 243       | 9      |
| 8    | Luca Boscoscuro     | TSR-Honda    | +45 s 702       | 8      |
| 9    | Noriyasu Numata     | Suzuki       | +49 s 915       | 7      |
| 10   | Alex Hofmann        | Honda        | +51 s 523       | 6      |
| 11   | Roberto Rolfo       | TSR-Honda    | +54 s 914       | 5      |
| 12   | Luis d'Antin        | Yamaha       | +1 min 20 s 499 | 4      |
| 13   | Davide Bulega       | ERP-Honda    | +1 min 23 s 418 | 3      |
| 14   | Jamie Robinson      | Yamaha       | +1 min 23 s 915 | 2      |
| 15   | Mike Baldinger      | Honda        | +1 tour         | 1      |
| Abd. | Johann Stigefelt    | Suzuki       | Abandon         |        |
| Abd. | William Costes      | Honda        | Abandon         |        |
| Abd. | Sebastian Porto     | Aprilia      | Abandon         |        |
| Abd. | Adrian Schmidt      | Honda        | Abandon         |        |
| Abd. | Stefano Perugini    | Honda        | Abandon         |        |
| Abd. | Federico Gartner    | Aprilia      | Abandon         |        |
| Abd. | Haruchika Aoki      | Honda        | Abandon         |        |
| Abd. | Markus Ober         | Honda        | Abandon         |        |
| Abd. | Ivan Clementi       | Yamaha       | Abandon         |        |
| Abd. | Matthias Neukirchen | Aprilia      | Abandon         |        |
| Abd. | Tohru Ukawa         | Honda        | Abandon         |        |

## Classement final 125 cm3
| Pos  | Pilote             | Constructeur | Temps/Écart     | Points |
| ---- | ------------------ | ------------ | --------------- | ------ |
| 1    | Tomomi Manako      | Honda        | 44 min 37 s 947 | 25     |
| 2    | Arnaud Vincent     | Aprilia      | +16 s 513       | 20     |
| 3    | Roberto Locatelli  | Honda        | +24 s 754       | 16     |
| 4    | Hiroyuki Kikuchi   | Honda        | +24 s 771       | 13     |
| 5    | Emilio Alzamora    | Aprilia      | +25 s 778       | 11     |
| 6    | Yoshiaki Katoh     | Yamaha       | +28 s 862       | 10     |
| 7    | Kazuto Sakata      | Aprilia      | +37 s 703       | 9      |
| 8    | Steve Jenkner      | Aprilia      | +39 s 681       | 8      |
| 9    | Masaki Tokudome    | Aprilia      | +41 s 147       | 7      |
| 10   | Angel Nieto Jr     | Aprilia      | +49 s 449       | 6      |
| 11   | Ivan Goi           | Aprilia      | +54 s 783       | 5      |
| 12   | Enrique Maturana   | Yamaha       | +54 s 868       | 4      |
| 13   | Marco Melandri     | Honda        | +55 s 292       | 3      |
| 14   | Andrea Iommi       | Honda        | +55 s 350       | 2      |
| 15   | Christian Manna    | Yamaha       | +58 s 319       | 1      |
| 16   | Klaus Nohles       | Honda        | +1 min 09 s 226 |        |
| 17   | Federico Cerroni   | Aprilia      | +1 min 17 s 974 |        |
| 18   | Reinhard Stolz     | Honda        | +1 min 27 s 436 |        |
| 19   | Oliver Perschke    | Yamaha       | +1 min 28 s 176 |        |
| 20   | Dirk Heidolf       | Honda        | +1 min 29 s 205 |        |
| Abd. | Masao Azuma        | Honda        | Abandon         |        |
| Abd. | Mark Stief         | Yamaha       | Abandon         |        |
| Abd. | Jaroslav Huleš     | Honda        | Abandon         |        |
| Abd. | Jeronimo Vidal     | Aprilia      | Abandon         |        |
| Abd. | Gino Borsoi        | Aprilia      | Abandon         |        |
| Abd. | Mirko Giansanti    | Honda        | Abandon         |        |
| Abd. | Gianluigi Scalvini | Honda        | Abandon         |        |
| Abd. | Youichi Ui         | Yamaha       | Abandon         |        |